# Верх-Мостовинский
Верх-Мостовинский — посёлок в Топкинском районе Кемеровской области. Входит в состав Хорошеборского сельского поселения.

## География
Центральная часть населённого пункта расположена на высоте 228 метров над уровнем моря.

## История
В 1962 году указом Президиума Верховного Совета РСФСР поселок фермы № 2 совхоза «Хорошеборский» переименован в Верх-Мостовинский.

## Население
| 2010 |
| ---- |
| 25   |